# Grubenunglück von Gramoteino

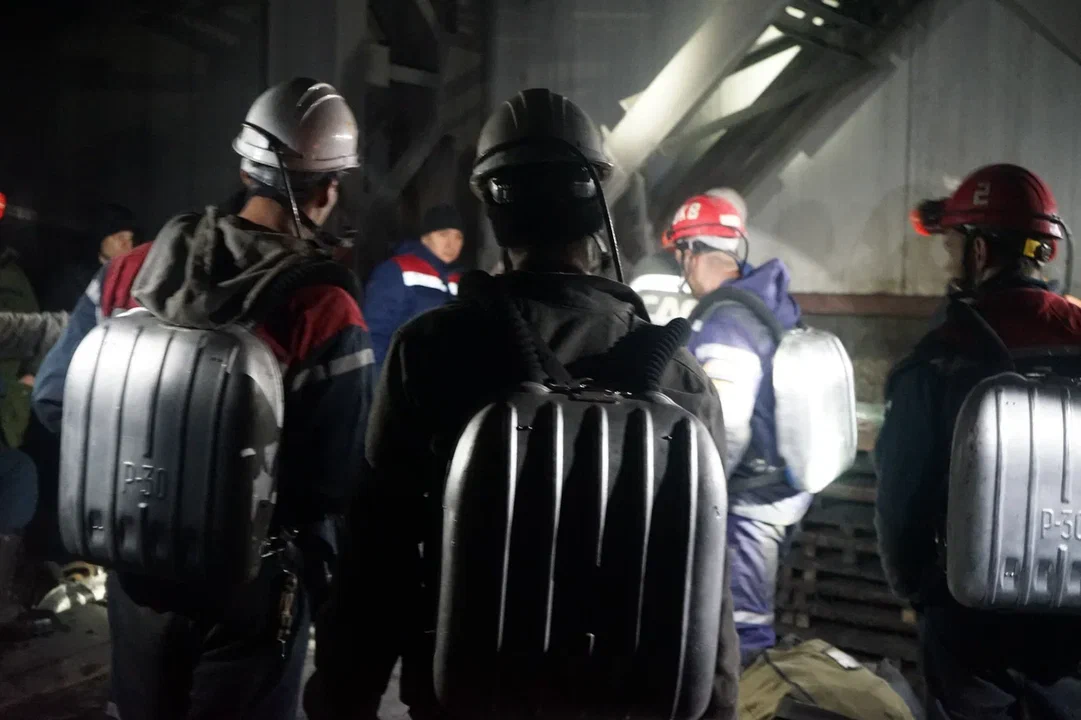
Grubenwehrleute kurz vor der Seilfahrt

Das Grubenunglück von Gramoteino ereignete sich am 25. November 2021 auf dem russischen Bergwerk Listwjaschnaja in der Siedlung städtischen Typs Gramoteino. Gramoteino liegt in der westsibirischen Oblast Kemerowo im Kusbass. Durch das Unglück kamen 51 Bergleute ums Leben, 106 wurden verletzt.

## Vorgeschichte
Das Bergwerk Listwjaschnaja befindet sich im Kusnezker Kohlebecken (Kusbass) im Westen Sibiriens. Es gehört zur SDS-Holding, die sich im Besitz der Sibirski delowoi sojus befindet. Lokalen Medien zufolge kamen im Jahr 2004 bei einer Methanexplosion in derselben Mine 13 Menschen ums Leben. Im Jahr 2016 bewerteten die russischen Behörden die Sicherheit von 58 Kohlebergwerken im Land und erklärten 34 % von ihnen als potenziell unsicher. Nach Angaben der Nachrichtenagentur Interfax fand die letzte Inspektion des Bergwerks Listwjaschnaja vor dem Unglück am 19. November 2021 statt.

## Unfallhergang
Der Unfall ereignete sich während der Frühschicht in 250 Meter Teufe. Durch eine Schlagwetterexplosion (mit evtl. nachfolgender Kohlenstaubexplosion) im Wetterberg 283 kam es zu einem Grubenbrand. Insgesamt wurden 239 der 285 Bergleute gerettet, von denen 49 wegen Rauchgasvergiftung in Krankenhäusern behandelt werden mussten; vier in einem kritischen Zustand. 35 Bergleute konnten zunächst nicht evakuiert werden und blieben eingeschlossen. Sie galten über Stunden als vermisst. Am 26. November 2021 wurden die Leichen von drei Bergleuten und drei Grubenwehrleuten geborgen. Am ersten Tag nach dem Unglück gab es 14 bestätigte tote Bergleute, die durch Rauchvergiftung starben. Unter den Toten befanden sich auch mindestens sechs Grubenwehrleute. 37 weitere Bergleute wurden zu dem Zeitpunkt noch vermisst.
Die Rettungsarbeiten mussten unterbrochen werden, da eine hohe Methankonzentration gemessen wurde, die die Gefahr einer weiteren Explosion erhöhte. Für die unter Tage eingeschlossenen Bergleute bestand nach Auskunft der örtlichen Behörden kaum noch Hoffnung.
Am 26. November 2021 wurde ein Bergmann gerettet.
Mit Stand vom 29. November 2021 waren 50 Tote geborgen worden, 1 weiterer galt noch als vermisst.

## Folgen und Reaktionen
Drei Personen, darunter der 47-jährige Direktor des Bergwerks, sein Stellvertreter und ein Abteilungsleiter, wurden verhaftet und müssen sich wegen der Verletzung von Arbeitsvorschriften verantworten. Ebenso wurden zwei staatliche Experten, die das Bergwerk eine Woche vor der Explosion überprüften, in Gewahrsam genommen.
Der russische Präsident Wladimir Putin sprach von einer Tragödie und drückte den Angehörigen sein Mitgefühl aus. Gouverneur Sergei Ziwiljow ordnete eine dreitägige Staatstrauer und die Überprüfung aller Bergwerke der Region an.